# Гари Монк
Гари Алан Монк (на английски: Garry Alan Monk) е английски футболист, роден на 6 март 1979 г. в Бедфорд, Англия. Играе за уелския Суонси като централен защитник. Играл е и за националния отбор на Англия под-17.

## Кариера
Монк започва кариерата си като аматьор в Торки, като изиграва 5 мача през сезон 1995/96. На края на сезона преминава в Саутхямптън, като там вече има професионален статус. Играе за клуба в следващите 8 години (до 2004). Там, той има статут на дълбока и резерва и бива пращан под наем в пет различни клуба: в родния си клуб Торки, в Стокпорт Каунти, в Оксфорд Юнайтед, в Шефилд Уензди, и в Барнзли. Общо изиграва 42 мача за въпросните клубове, като за „светците“ едва 11. Това е и причината той да подпише дългосрочен договор с последния си клуб под наем – Барнзли. Това се случва през февруари 2004. Монк обаче не успява да се наложи в отбора на „песовете“ и през юни същата година преминава в сегашния си клуб – Суонси.

## Кариера в Суонси
Гари помогна на „лебедите“ да спечелят промоция още в първия си сезон там и плейофите на Лига 1 във втория. За негово съжаление през следващия сезон – 2006/07 Монк успя да изиграе два мача след ужасно влизане на нападателя на Скънторп Анди Киох. В същия този сезон и конткратка на играча изтичаше, така че имаше сериозна въпросителна за неговото бъдеще. 
 Все пак договора му беше подновен и Гари направи великолепно завръщане, като игра в почти всеки един мач през сезона и дори вкара важен гол у дома срещу Лийдс като помогна на отбора да се изкачи във второто ниво на английския футбол за първи път от 24 години.
Сезон 2008/09 доведе на уелсците нов стълб в защитата – Ашли Уилямс, като той замести титулярния партньор на Гари в защитата Алън Тейт. Този сезон не беше от най-добрите като Монк изигра едва 22 мача. Новия треньор през 2009/10 беше Брендън Роджърс. Той разкритикува предишния мениджър – Пауло Соуса за тренировъчните му методи и англичанина върна формата на Монк като през следващия сезон той изигра всички мачове за клуба си и помогна на отбора да влезе за първи път в историята си във Висшата лига.